# Ziwa Ben-Porat
Ziwa Ben-Porat ((hebr.) זיוה בן-פורת) (ur. w Wiedniu) – izraelska literaturoznawczyni, pisarka i wykładowca akademicki, profesor Uniwersytetu Telawiwskiego.
Ukończyła studia na Uniwersytecie Telawiwskim z licencjatem z literatury angielskiej i hebrajskiej i magisterium literatury angielskiej. Otrzymała tytuł doktora literaturoznawstwa porównawczego Uniwersytet Kalifornijski w Berkeley. Przez wiele lat mieszkała w kibucu Re’im w południowym Izraelu.
W latach 1993–2008 była redaktorem naczelnym serii akademickich publikacji Sifrut/Mashmaut/Tarbut (Literatura/Znaczenie/Kultura) wydawanych przez HaKibbutz HaMeuchad po hebrajsku. W latach 2000–2008 dyrektor The Porter Institute for Poetics and Semiotics na uniwersytecie w Tel Awiwie. 2002-2005 wiceprezydent FILMM (międzynarodowej Federacji Współczesnych Języków i Literatury).
Profesor poezji i komparatystyki na Uniwersytecie Telawiwskim, gdzie zajmuje się kognitywną intertekstualnością. Członek rady doradczej instytutu Badań nad Literturą o Holocauście.
W sierpniu 2010 wraz z 150 innymi naukowcami podpisała apel wspierający bojkot centrum kultury zbudowanego na Zachodnim Brzegu w Ari’el, uznając, że są to terytoria palestyńskie okupowane przez Izrael